# Friedrich-Joachim Mehmel
Friedrich-Joachim Mehmel (* 16. Januar 1953 in Hannover) ist ein deutscher Verwaltungsrichter. Von 2014 bis 2020 war er Präsident des Hamburgischen Oberverwaltungsgerichts. Am 24. März 2016 wurde er in sein Amt als Präsident des Hamburgischen Verfassungsgerichts eingeführt, das er bis Februar 2020 innehatte.

## Leben
Nach dem Studium der Rechtswissenschaften wurde der damals erst 28-jährige Mehmel mit Wirkung vom 25. August 1981 als Richter auf Probe am Verwaltungsgericht Hamburg eingestellt. Drei Jahre später wurde er am 25. August 1984 als Richter am Verwaltungsgericht zum Richter auf Lebenszeit ernannt. Zum 9. September 1996 wurde Mehmel zum Vorsitzenden Richter am Verwaltungsgericht ernannt. 

## Parteiengagement
Neben seiner richterlichen Tätigkeit war Mehmel parteipolitisch als SPD-Mitglied in Hamburg aktiv. So führte er über zwei Jahrzehnte die Arbeitsgemeinschaft sozialdemokratischer Juristen (AsJ) in Hamburg als Vorsitzender.
In die Schlagzeilen geriet Mehmel 2007, als er als Mitglied des SPD-Landesvorstandes Hamburg der Zählkommission einer Urabstimmung angehörte. In dieser Urabstimmung sollte über den SPD-Spitzenkandidaten für die Hamburger Bürgerschaftswahlen von 2008 abgestimmt werden, nachdem der frühere Bürgermeister Henning Voscherau einer erneuten Kandidatur eine Absage erteilt hatte. Als bekannt wurde, das 959 Briefwahlstimmen fehlten, unterbrach die Zählkommission die Stimmauszählung, die schließlich vom Landesvorstand abgebrochen wurde. In der Folge kandidierte letztendlich keiner der zwei zur Wahl stehenden Kandidaten für die Bürgermeisterwahl. Die SPD verlor mit Spitzenkandidat Michael Naumann die Bürgerschaftswahl, und der amtierende Bürgermeister und CDU-Spitzenkandidat Ole von Beust konnte eine dritte Amtszeit antreten. Dies führte in der Hamburger SPD zu gegenseitigen Schuldzuweisungen, an denen auch Mehmel beteiligt war. 

## Hamburgisches Verfassungsgericht
2012 wurde Mehmel auf Vorschlag der SPD-Fraktion in der Hamburger Bürgerschaft zum Vollmitglied des Hamburgischen Verfassungsgerichts gewählt. 
In der 26. Sitzung der 21. Wahlperiode der Hamburgischen Bürgerschaft vom 2. März 2016 wurde Mehmel dann auf Vorschlag des Hamburger Senats mit 93 Ja-Stimmen bei 17 Nein-Stimmen und 5 Enthaltungen als Nachfolger von Joachim Pradel zum Präsidenten des Hamburgischen Verfassungsgerichts gewählt.
Am 1. Februar 2020 folgte ihm Birgit Voßkühler in diesem Amt nach.

## Hamburgisches Oberverwaltungsgericht
Am 7. Juli 2014 wurde er auf Vorschlag von Justizsenatorin Jana Schiedek (SPD) Präsident des Hamburgischen Oberverwaltungsgerichtes. 

## Ehrungen
Mehmel ist Träger des Emil-von-Sauer-Preises 2021.